# BigWorld
BigWorld Pty Ltd ist ein 2002 gegründetes, australisches Unternehmen, das Betriebs- und Entwicklungssoftware für Computerspiele entwickelt und vertreibt. Man konzentriert sich auf Massen-Online-Gemeinschaftsspiele (MMO) und die Erzeugung virtueller Welten. Der Spieleanbieter Wargaming.net übernahm BigWorld im August 2012 für 45 Mio. USD, führt es aber als eigenständiges Unternehmen weiter. Der Sitz ist in Sydney.

## Softwaretechnik
BigWorlds Software stellt Architekturen zur Entwicklung und zum Betrieb von MMO und Online-Spielen nach dem Client-Server-Modell bereit. Mit dem Softwarepaket kann Client-Software für 3D-Spiele erzeugt werden, die auf Windows-PC oder in Browsern läuft. Mittels network API ist eine Portierung auf iOS, Xbox und PlayStation möglich. Serverseitig läuft die Software unter Linux. Sie ist in Python in einer API-Script-Umgebung geschrieben.
Das Softwarepaket umfasst außerdem Werkzeuge zum Erzeugen von 3D-Spielwelten, zum Betrieb und Überwachen der Server und für den Kundendienst. Erweiterungen anderer Anbieter können integriert werden, z. B. Module ("plugins") von Umbra Software (Occlusion Culling), Scaleform (User Interface Creation), SpeedTree (Foliage) und Vivox (VOIP).

## Serversteuerung
BigWorld stellt einen Lastausgleich bei der Serversteuerung bereit. Dabei wird die Rechenlast automatisch und dynamisch auf mehrere Zellen auf demselben Spielserver verteilt, so dass eine Vielzahl von Nutzern gleichzeitig auf demselben Spiel aktiv sein können. Bei dem mit BigWorld-Software betriebenen Spiel World of Tanks wurden z. B. so zeitweise über 250.000 Spieler mit einem Server bedient, was dem Spiel wiederholt einen Rekord des Guinness Book einbrachte.

## Spiele
U.a. die Spiele World of Tanks, World of Warplanes, World of Warships (alle von Wargaming.net), Realm of the Titans (Aeria Games), Virtual Island of Entertainment (EnVie Interactive LLC) und MOEGO (Userjoy), wurden oder werden mit dem Software-Paket von BigWorld entwickelt und betrieben.